# Bandiere dell'Azerbaigian
La seguente è una lista di bandiere dell'Azerbaigian.

## Bandiera nazionale
| Bandiera                  | Adozione  | Descrizione        |
| ------------------------- | --------- | ------------------ |
| Bandiera dell'Azerbaigian | 1991-oggi | Bandiera nazionale |

## Bandiere presidenziali
| Bandiera                    | Adozione  | Descrizione                       |
| --------------------------- | --------- | --------------------------------- |
| Presidente dell'Azerbaigian | 1992-oggi | Stendardo presidenziale           |
| Presidente dell'Azerbaigian | 2004-oggi | Stendardo presidenziale marittimo |

## Bandiere militari
| Bandiera | Adozione  | Descrizione                                                  |
| -------- | --------- | ------------------------------------------------------------ |
|          | 1991-oggi | Bandiera delle Forze Armate dell'Azerbaigian                 |
|          | 1991-oggi | Bandiera della Marina militare dell'Azerbaigian              |
|          | 1991-oggi | Bandiera del Servizio di Frontiera di Stato dell'Azerbaigian |
|          | 1991-oggi | Bandiera delle Forze Aeree dell'Azerbaigian                  |

## Bandiere storiche
| Bandiera | Adozione  | Descrizione                                                              |
| -------- | --------- | ------------------------------------------------------------------------ |
|          | 1918      | Bandiera della Repubblica Federale Democratica Transcaucasica            |
|          | 1918      | Bandiera della Dittatura Centrocaspiana                                  |
|          | 1918      | Bandiera della Repubblica Democratica di Azerbaigian                     |
|          | 1918-1920 | Bandiera della Repubblica Democratica di Azerbaigian                     |
|          | 1920-1921 | Bandiera della Repubblica Socialista Sovietica Azera                     |
|          | 1921-19   | Bandiera della Repubblica Socialista Sovietica Azera                     |
|          | 1922      | Bandiera della Repubblica Socialista Sovietica Azera                     |
|          | 1922-1937 | Bandiera della Repubblica Socialista Federativa Sovietica Transcaucasica |
|          | 1937-1939 | Bandiera della Repubblica Socialista Sovietica Azera                     |
|          | 1939-1952 | Bandiera della Repubblica Socialista Sovietica Azera                     |
|          | 1952-1956 | Bandiera della Repubblica Socialista Sovietica Azera                     |
|          | 1956-1991 | Bandiera della Repubblica Socialista Sovietica Azera                     |